# Eva Ahnert-Rohlfs
Eva Ahnert-Rohlfs (11 août 1912 – 9 mars 1954) est une astronome allemande.

## Biographie
Elle est étudiante et assistante de Cuno Hoffmeister.
À l'observatoire de Sonneberg, elle rencontre l'astronome Paul Oswald Ahnert qu'elle épouse en 1952.